# چراغلی، آق‌دام
چراغلی (به لاتین: Çıraqlı) یک منطقه مسکونی در جمهوری آذربایجان است که در شهرستان آق‌دام واقع شده‌است. چراغلی در جنگ قره‌باغ تخریب شد و صدمات زیادی دید.